# Itxassou
Itxassou är en kommun i departementet Pyrénées-Atlantiques i regionen Nouvelle-Aquitaine i sydvästra Frankrike. Kommunen ligger i kantonen Espelette som tillhör arrondissementet Bayonne. År 2022 hade Itxassou 2 204 invånare.

## Befolkningsutveckling
Antalet invånare i kommunen Itxassou
| Referens: INSEE |